# Head Above Water (singolo)
Head Above Water è un singolo della cantante canadese Avril Lavigne, pubblicato il 19 settembre 2018 come primo estratto dall'album omonimo.
Il brano è stato scritto dalla stessa Lavigne in collaborazione con Travis Clark dei We the Kings e Stephan Moccio e prodotto da quest'ultimo.

## Descrizione
Il brano è incentrato nello specifico sull'esperienza vissuta dalla cantante nel 2014, ammalatasi della malattia di Lyme e costretta a restare per cinque mesi a letto, senza potersi alzare, convinta di morire. Scrisse la canzone a letto tra le braccia della madre.
Come lei stessa ha affermato in seguito, mentre scriveva la canzone ha pensato anche alle persone che avrebbero ascoltato Head Above Water e alle loro possibili difficoltà e sofferenze (più o meno gravi), per infondergli speranza e aiutarli così come la canzone ha aiutato lei.

## Video musicale
Per il brano è stato realizzato un lyric video, pubblicato il 19 settembre 2018 sul canale YouTube della cantante.
Il 27 settembre 2018, in occasione del trentaquattresimo compleanno della cantante, è stato pubblicato il video ufficiale del brano, diretto da Elliott Lester e girato ad agosto in Islanda nei pressi di Vík í Mýrdal e in uno studio a Los Angeles. Avril ha registrato le sue scene solo in studio e queste sono state poi inserite, con la computer grafica, nelle riprese effettuate in Islanda. Qui ha girato il video solo una controfigura per le scene riprese da più lontano.

## Esibizioni dal vivo
Avril Lavigne ha eseguito Head Above Water per la prima volta dal vivo durante una puntata del talk show serale Jimmy Kimmel Live!, andata in onda il 26 settembre 2018.
La canzone è stata cantata dal vivo in occasione della finale della versione statunitense di Ballando con le stelle il 19 novembre 2018.

## Tracce
Download digitale
1. Head Above Water – 3:40 (Avril Lavigne, Stephan Moccio, Travis Clark)

## Formazione
- Avril Lavigne – voce
- Stephan Moccio – coro, produzione, produzione vocale, pianoforte, tastiere
- Kylen Deporter – coro, assistente tecnico del suono
- Chad Kroeger – produzione vocale
- Chris Baseford – produzione vocale, tecnico del suono, tecnico delle percussioni
- Jay Paul Bicknell – produzione, tecnico del suono, tecnico delle percussioni
- John Hanes – tecnico del suono
- Aaron Sterling – tecnico del suono, percussioni
- Șerban Ghenea – tecnico del mixing
- Jonathan Martin Berry – chitarra
- Paul Bushnell – basso
- Kevin Fox – violoncello
- Vanessa Freebairn-Smith – violoncello
- Will Quinnell – mastering
- Chris Gehringer – tecnico del mastering

## Classifiche
| Classifica (2018) | Posizione massima |
| ----------------- | ----------------- |
| Australia         | 75                |
| Austria           | 30                |
| Belgio (Fiandre)  | 85                |
| Belgio (Vallonia) | 82                |
| Canada            | 37                |
| Croazia           | 82                |
| Germania          | 69                |
| Grecia            | 95                |
| Irlanda           | 93                |
| Italia            | 97                |
| Libano            | 16                |
| Lituania          | 70                |
| Malaysia          | 14                |
| Regno Unito       | 84                |
| Repubblica Ceca   | 93                |
| Singapore         | 12                |
| Slovacchia        | 94                |
| Stati Uniti       | 64                |
| Svizzera          | 36                |